# 윤인식
윤인식(1923년 9월 3일~2000년 1월 5일)은 대한민국의 정치인이다. 제7·8·9·10대 국회의원을 지냈다.

## 역대 선거 결과
|  | 24.25% |

|  | 67.95% |

|  | 50.80% |

|  | 34.12% |

|  | 0% |

|  | 12.58% |